# Gleichenia
Genre
Gleichenia est un genre de fougères de la famille des Gleicheniaceae.

## Liste d'espèces
- Selon ITIS :
  - Gleichenia owhyhensis Hook.
- Autres espèces :
  - Gleichenia abscida Rodway
  - Gleichenia alpina R.Br.
  - Gleichenia dicarpa R.Br.
  - Gleichenia mendellii (G.Schneid.) S.B.Andrews
  - Gleichenia microphylla R.Br.
  - Gleichenia rupestris R.Br.